# ブラック・ブレット
『ブラック・ブレット』（BLACK BULLET、サブタイトル「黒の銃弾」）は、神崎紫電による日本のライトノベル。イラストは鵜飼沙樹が担当している。電撃文庫（アスキー・メディアワークス→KADOKAWA）より2011年7月よりから刊行されている。2014年7月時点でシリーズ累計発行部数は95万部を記録している。
メディアミックスとして、コミカライズやテレビアニメ化され、テレビアニメ版は2014年4月から7月まで放送された。
作者の体調不調により新刊発売の目途がたたないまま、2015年3月を最後にTwitterの更新は途絶えている。

## あらすじ
西暦2021年。突如世界中に出現したウイルス性寄生生物「ガストレア」との戦いに敗北した人類は、人口の九割と国土の大半を喪い、ガストレアを退ける特殊な磁場を発生させる金属「バラニウム」で作られた巨大な壁「モノリス」を建築し、モノリスで囲われた都市「エリア」の中でガストレアから身を守りながら生活をしていた。時と共に世界情勢は変化し、2031年、日本に残された5つのエリアの一つ、「東京エリア」。モノリス内に侵入するガストレアの排除を業務とする「民間警備会社」（民警）の1つ、幼馴染である天童木更が経営する「天童民間警備会社」で働く里見蓮太郎は、大した仕事もなく極貧の生活を送っていた。ある日、珍しくやってきた仕事により通報を受けた部屋で、警官隊の死体の前に立つ不気味な仮面を付けた燕尾服の男に出会う。「世界を滅ぼすもの」と名乗った男は圧倒的な力で蓮太郎を撃破し姿を消した。数日後、東京を治める最高責任者である聖天子により数多の民警が招集され、東京を壊滅しようと目論む燕尾服の男こと蛭子影胤の計画を阻止する依頼が言い渡された。エリアを滅ぼす力を秘めた「七星の遺産」を巡り、蓮太郎は相棒かつイニシエーターである藍原延珠と共に、蛭子影胤との死戦を繰り広げる。そしてそんな戦いの最中、蓮太郎はガストレアという存在にまつわる謎、陰謀、そして自らの存在意義を追うことになる。

## 登場人物

### 天童民間警備会社
里見蓮太郎（さとみ れんたろう）
声 - 梶裕貴
本作の主人公。勾田高校2年生、16歳。天童民間警備会社のプロモーター。実は元陸上自衛隊東部方面隊第七八七機械化特殊部隊「新人類創造計画」の人間兵器。物語初期のIP序列は12万3452位だったが、元IP序列134位の影胤に勝利し、ステージVのガストレアを倒した結果IP序列を1000位まで上げ、聖天子暗殺事件でティナに勝利したことで300位となり、第三次関東会戦直後の時点では延珠とのペアで210位。
天童式戦闘術初段。整った顔立ちをしているが、他人からは「不幸顔」と揶揄される。口調の乱暴さに反し、誠実で世話好きな性格。もとは一人称が「僕」の比較的大人しい性格だったが、友人の水原に口調を移された。また、家庭的なスキルが高く家では自炊が基本。料理は趣味でもあり、その味は延珠が絶賛するほど。ティナが来るまでは天童民間警備会社で唯一料理ができる存在だった。
ガストレア戦争により6歳で両親を失って天童家に引き取られた後、ある日屋敷に迷い込んだガストレアから木更を庇い、左目と右腕、さらに右足を失う瀕死の重傷を負い、生きるために「新人類創造計画」の手術を受けた。15歳で木更について天童家を出奔し、天童民間警備会社を立ち上げる。天童家に居た頃は、蓮太郎を政治家にしようと考えた菊之丞にパーティーへ連れ回されたり、弟子として仏師の修行を経験させられたりしていた。
住んでいるボロアパートに相棒の延珠を居候させ、事実上の保護者となっている。爪に火を灯すほどの極貧だが、延珠を食べさせることは出来ている模様。過去1度だけ延珠にやむなく金を借りたことがあったが、悲惨な目に遭ったため、自身の収入のみで死に物狂いでやりくりしている。
『ファーブル昆虫記』が好きだったために生き物全般に詳しく、その知識量はほとんどオタクの域、作中ではガストレアの特徴を度々見抜いている。電撃文庫マガジンに連載された鵜飼沙樹の外伝漫画「ブラック・ブレットIF」では解説役としてイニシエイター達のモデル生物を紹介する。菫や延珠が好き勝手に吹聴するデタラメにより、周囲に「ロリコン」や「変態」などと言われることも多く、火垂によればネット上にまで広がっている模様。
子供に好かれやすく、特に自分が助けた「呪われた子供たち」には異性として好意を持たれている。だが本人は幼少期から木更に恋焦がれており、決してロリコンではない。しかし、和光との決闘で木更の狂気を目の当たりにし、自分では彼女を幸せにできないことを悟る。一度は木更の幸せのためを思い、彼女を突き放すような態度を取ってまで身を引こうとしたが、結局は思いを捨て切れず、利己的な行動に走ってしまう。
公立の勾田高校に通っているが、スポンサーの未織との契約から仕方なくであり、本人は必要性を感じていない。教師や同級生は基本的に無視、クラスメイトの名前も覚えていない上、未織のスキンシップが激しいため校内では男子を中心によく思われていない。その上延珠との同居がクラスメイトにばれている。
自身の出生についてはあまり記憶になく、出生を知る前に両親に先立たれており親戚筋もいないため、自身のルーツを知らない。菊之丞との会話である秘密があることが仄めかされる。
普段は40口径仕様のXD拳銃と天童式戦闘術で闘う。機械化兵士としての能力は、左目の「二一式黒膂石義眼」の演算装置による思考の加速と、義肢内部に仕込んだカートリッジ（腕に10発、足に15発）を炸裂させることで得られる推進力を利用した超人的な攻撃および高速移動。ステージⅣまでの全ガストレアに対抗可能な「最強の矛」として設計された。カートリッジのストックがなくなるとただの人間と変わらなくなることから高速移動を行う際は延珠の背を借りることが多い。義眼は思考を百倍程度に加速するが、莫大な情報処理が脳に悪影響を与えるためリミッターがかけられている。已継悠河との戦いで義眼の共進現象を起こしリミッターを突破、加速倍率2000倍、「二千分の一秒の向こう側」(ターミナル・ホライズン)に至る。この倍率に至った被験者の中で生還したのは彼のみである。
『このライトノベルがすごい！』男性キャラクター部門では2015年版で7位を獲得している。
藍原延珠（あいはら えんじゅ）
声 - 日高里菜
本作のヒロインの一人。モデル・ラビットのイニシエーターであり、蓮太郎の相棒。10歳。一人称は「妾（わらわ）」で尊大な口調であるが、性格は明るく素直で天真爛漫。巨乳で恋敵の天童を僻んでいる。ツインテール。未織がデザインした司馬重工製の特殊な靴を履いており、靴底に仕込まれたバラニウムと延珠の脚力を加えた蹴りは強固な甲殻に覆われたガストレアをも粉砕するほどの威力を持つ。ウサギの因子を持つだけあって非常に脚が速く、蓮太郎を抱えたまま縦横無尽に走り回ることもできる（ただし抱えられている蓮太郎にはすさまじいGがかかる）。蓮太郎の「ふぃあんせ」を自称し、木更にライバル心を持っている。天童民間警備会社から給与が支払われており、極貧の蓮太郎をよそに高価なノートパソコンや大ファンであるアニメ『天誅ガールズ』のグッズやDVD-BOXを爆買いして彼の胃痛の種になっている。外周区の一つ第39区出身で、物語開始の約1年前に蓮太郎と契約した経緯がアニメDVDに付属する書き下ろし小説にて描かれる。「藍原」の姓は延珠を児童養護施設から引き取った義父母のものであるが、給付金目的で引き取られて虐待に近い扱いを受けたために出奔し、第39区に移り住んだ。しかし、それでも人としての姓をもらったことに感謝し、藍原の姓を大事にしている。その後、イニシエーターになれば優遇されると知り、実の両親のことが分かるかも知れないとIISOに志願、蓮太郎と出会ったという経緯を持つ。
当初は「呪われた子供たち」であることを隠して一般の小学校に通っていたが、影胤によってこのことが漏れて辞めることになってしまった、その後外周区の青空教室に参加するが、爆発事件で多くの学友を失うという辛い現実に直面する。七巻では里見家から遠く離れた進学校に編入している。
1巻終了時点でガストレアウイルスによる体内浸食率が40%以上の超危険域に達しており、残り2年も生きられないと予測されている。この事実は蓮太郎や菫など限られた人物だけが知っており、延珠本人には実際よりも低い数値を告げる形で伏せられている。

天童木更（てんどう きさら）
声 - 堀江由衣
本作のヒロインの一人。天童民間警備会社の社長。16歳。姫カットのストレートの黒髪を持ち、常に美和女学院のセーラー服を着ている巨乳美少女。名家と名高い天童家の令嬢であったが、ある事件を境に出奔して民間警備会社を立ち上げ、独立した。元お嬢様ということで気位が高いが、会社がほとんど儲かっておらず、株と証券の運用でなんとか維持しつつ貧乏暮らしをしている。木更自身の譲れないプライドのために、お嬢様学校と名高い美和女学院に通い続けてはいるが、高い学費を払うことで家計は更に圧迫されており蓮太郎以上に内情は苦しい。未織とは犬猿の仲で、蓮太郎曰く一緒に置いておくと凄まじい化学反応を起こすらしい。
典型的なツンデレであり、普段は蓮太郎に対して高圧的な態度を取っているが、内心では彼に想いを寄せている。しかし、木更自身は両親の死をきっかけに精神を病み、自らの幸福に対して強迫観念を持っている。蓮太郎から求められた際にはひどく取り乱し、彼のことを拒絶した。
普段はごく普通に振る舞っているが、その本性は天童家を憎む復讐者「天童殺しの天童」であり、全ての「天童」は死ななければならないという強迫観念に捕らわれている。父母を殺した天童家に対する復讐心のあまり幻覚を見るほどに至り、果ては笑顔で肉親を惨殺するまでに人間性が壊れた狂人と化している。
天童式抜刀術の免許皆伝の剣鬼。抜刀術「射程距離のある斬撃」では刀が触れもしない10m先の物まで切断でき、超高位序列者であるティナを戦慄させ、小比奈には動物的な勘で「一番やばい」と言わしめた。「零の型」を創出するなど圧倒的な実力を持ちながらも、父母を失った際に患った腎臓の持病で人工透析を定期的に受けている影響から、長時間は戦えない。そのため事務職に落ち着いていたが、第三次関東会戦で蓮太郎の力になるべくティナとペアを組み、戦闘に加わる。登録時のIP序列は9200位、第三次関東会戦後は3500位に昇格した。
使用する刀は天童家に伝わる妖刀「殺人刀・雪影」で、持つに値する者が使うと真価を発揮するが、そうでない者が使うと刀に魅入られて破滅の道を歩むと言われる業物。
ティナ・スプラウト
声 - 黒沢ともよ
本作のヒロインの一人。モデル・オウルのイニシエーター、四賢人の1人エイン・ランドの造り出した「ハイブリッド」強化狙撃兵。アメリカ人の「呪われた子供たち」であり、プラチナブロンドの髪で、整った顔立ちをしている。登場初期は夜型であり、第2巻では日中は大量のカフェイン錠剤を摂らなければ意志疎通もままならなかったが、第3巻からは蓮太郎達と同じ時間を生きたいという理由で生活リズムを昼型に戻そうと努力している。現在は木更と同居しており抱き枕代わりにされているらしい。料理はピザしか作れないが、種類は豊富。また、延珠の影響で『天誅ガールズ』にハマった。
単独の戦闘力でIP序列98位を誇り、「黒い風（サイレントキラー）」の二つ名を持っていた。夜目が利き狙撃が得意で、1km以上先の目標を百発百中で射抜くほか、マシンガンの扱いやナイフ格闘もこなすオールラウンダー。機械化兵士としては、脳に埋め込まれたニューロチップを介して操る球状の小型偵察機「シェンフィールド」から情報を受け取ったり、設置した火器を遠隔操作する能力を持つ。この能力はビットなどの使用機器の数量に比例し、ニューロチップの負荷による熱が脳へ直接伝わって最悪の場合は脳死に至るため、同時操作は通常3機までにしている。第三次関東会戦では無数の火砲を遠隔操作し、一人で航空母艦クラスの火力を発揮した。
名ばかりのペア登録をしていたランドに命じられ、聖天子を暗殺するために東京エリアへ潜入し、互いの素性を知らないまま出会った蓮太郎と心を通わせるが、戦いの場で互いを敵と知ったことによる葛藤を経て、死闘の末に敗れる。その後は投降し、蓮太郎の取りなしと聖天子の計らいで死刑を免れ、謹慎が解けた後には木更にスカウトされた。それと同時に序列も剥奪されるが、第三次関東会戦にて木更とペアを組み直して9200位に、戦後は3500位に昇格した。戦いしかなかった日々から自分を救ってくれた蓮太郎には好意を抱いており、「お兄さん」と呼んでいる。

### プロモーターとイニシエーター
伊熊将監（いくま しょうげん）
声 - 手塚ヒロミチ
大手民間警備会社・三ヶ島ロイヤルガーターに所属している、IP序列1584位の凄腕プロモーター。柄までバラニウムで作られた身の丈ほどの巨大な大剣、イェスカリ社製ジブラルタルMK-Ⅳを軽々と振るえる筋力の持ち主で、イニシエーターから「脳味噌まで筋肉」という不名誉な評価を得ているほどの脳筋。イニシエーターをバックアップにして自らは前衛を務める好戦的な性格。イニシエーターについては「道具」としか見ていないが、夏世のことはそれなりに評価しており、漫画版ではちゃんと理解している描写も見られる。他の民警ペアとともに影胤と小比奈を追撃する作戦中に競争相手を減らすべく他の民警ペアを殺害した後、夏世とはぐれている間に影胤と小比奈に敗れて背中へ自らの大剣を突き立てられ、死亡した。
千寿夏世（せんじゅ かよ）
声 - 潘めぐみ
将監のペアでモデル・ドルフィンのイニシエーター。直接的な戦闘力は低い代わりにIQ値は210と高く、後衛兼司令塔として戦う。主武装は司馬重工2027年モデルのフルオートショットガン。伊熊とはぐれた際に出会った蓮太郎と延珠の背後をガストレアから守るため一人残るが、激しい戦闘とガストレアの攻撃によって体内侵食率が限界に達し、「人間として死にたい」と蓮太郎に頼み、彼に射殺された。伊熊と違って自らのことを「人間」と認め、親身に接してくれた蓮太郎には深く感謝しており、射殺される直前には笑顔を浮かべている。蓮太郎を励ます夏世の最後の言葉は彼の心に深く刻まれる事となった。表向きは戦死と発表された。

片桐玉樹（かたぎり たまき）
声 - 細谷佳正
序列1850位→1000位（第三次関東会戦後）。自宅兼事務所の片桐民間警備会社を妹の弓月と2人で切り盛りしている。打たれ強い身体に加え体格を生かした身体能力も高く、メリケンサックとブーツに仕込んだバラニウム製チェーンソーを組み合わせた打撃や、マテバ拳銃を使う。目立ちたがり屋であるうえにアメリカかぶれな口調で話し、木更に惚れて「オレっちの女神」「姐さん」等と呼ぶ。弓月の出す糸を可視化するため、飴色のサングラスをかけている。自分より弱い奴の下にはつかないというマイルールがあり、第三次関東会戦のアジュバント勧誘に蓮太郎が訪れた際には彼の実力を計るため、蓮太郎とティナの即席ペアと決闘した。見た目によらず弓月から「片桐家のシェフ」と呼ばれるほど料理上手。
片桐弓月（かたぎり ゆづき）
声 - 大久保瑠美
モデル・スパイダーのイニシエーター。玉樹の実妹でペア。ツインテールにスレイブチョーカーや皮製ベスト等、スレた格好をしている。指先から強靭で粘性のあるクモ糸を出して足場にしたり、敵を絡め取ったりできる。学校に通っているが、「呪われた子供たち」とバレないように友達を作っておらず、後にアジュバントを組んだ延珠やティナと親友になる。蓮太郎のことは当初「変態」と嫌っていたが、第三次関東会戦を通して彼を認め、逃亡中の彼と戦うことになった際は最後まで躊躇していた。

薙沢彰磨（なぎさわ しょうま）
声 - 三木眞一郎
IP序列970位。天童式戦闘術八段。戦闘ではSIG SAUER P226拳銃も扱う。天童式の道場では蓮太郎の兄弟子だったため、彼から「彰磨兄ぃ」と呼ばれている。単独でイニシエーターの相手もできるほどの実力者だが、技を磨こうと過去に戦闘術に殺傷能力を上げた独自の改良を加えたことで、天童式武術の教えから外れたとして破門されて民警となる。空虚を埋めるために翠と組んでいたが、第三次関東会戦直前に蓮太郎と再会し、彼のアジュバントに加わる。アルデバラン討伐戦にて、不発だったEP爆弾を起爆するため、アルデバランに特攻して四肢喪失と全身火傷の重傷を負いながらも生き延び、「五翔会」に回収される。
布施翠（ふせ みどり）
声 - 小倉唯
モデル・キャットのイニシエーター。彰磨とペア。恥ずかしがり屋で、舌足らず。ネコの嗅覚を応用した「匂い占い」が特技で人の発する独特の匂いをもとに占いを行うとことができる。伸縮できる鋭い爪で銃等も切断する。ガストレアウイルスの影響で頭に猫耳が生えているが、尻尾はない。この猫耳は本人にとって迫害を受ける象徴であるため常に黒い魔女のような帽子で隠している。2回目のアルデバラン襲撃の際、負傷した他のイニシエーターを助けようとしてガストレアに襲われ、回復不能なまでに体内侵食率が増加、なおも戦う意思を持っていたが、蓮太郎の言葉から自分の最後を悟り、仲間の荷物にはなるまいと自ら命を絶った。

水原鬼八（すいばら きはち）
蓮太郎の旧友。小学4年生の頃に蓮太郎と知り合った。ペアを組むイニシエーターの火垂を目に入れても痛くないほどに可愛がっている。妹が「呪われた子供たち」だったために家族が周囲から迫害を受け孤立していたところ、当時体の成長に合わせ頻繁に付け替えねばならないうえ人工皮膚で覆っておらず黒い義肢を露出していて周囲から孤立していた蓮太郎と仲良くなった。父が妹を射殺するに至った過去を持つ。拳銃はグロックを携帯。「新世界創造計画」および「ブラックスワン・プロジェクト」についての情報を掴み、菊之丞に繋ぎをつけるために蓮太郎を頼ったが、詳細を伝える前に「五翔会」の暗殺者に蓮太郎の仕業に見せかけて射殺された。
紅露火垂（こうろ ほたる）
モデル・プラナリアのイニシエーター。鬼八とペア。鬼八殺害の濡れ衣をかけられ逮捕された蓮太郎を私刑にかけようと彼を襲うが、再三にわたる無実の主張と説得により、鬼八の死の真相を突き止めるべく行動を共にする。鬼八のことは深く信頼するとともに心を開いており、パートナーとして鬼八を守れなかったことを深く後悔している。感情を押し殺し鬼八の仇を討つため蓮太郎と東京エリアを奔走するうち、五翔会、そしてブラックスワン・プロジェクトの真相へたどり着き、その過程で蓮太郎に対する感情が変化していった。プラナリア（ナミウズムシ）因子の影響で、通常のイニシエーターなら即死する心臓裂傷などの負傷からでも治癒し、蘇生する。ただし、致命傷を受けてから蘇生するまでの「死んでいる」間は抵抗できないうえ、全身を燃やされたり胴と頭を切り離されたりすると蘇生できないため、自分の能力については極力秘密で通しており、再生力特化という特性からか基本的な戦闘力では他のイニシエーターと比較して劣っている。武器はコルト・ガバメントのカスタムモデル、ゴールドカップ・ナショナルマッチを二挺拳銃で使っている。激戦を潜り抜けていくうちに蓮太郎をパートナーとして認めるようになったが、彼を悠河の狙撃から庇って蘇生不可能な致命傷を負い、蓮太郎に感謝の言葉を残し死亡した。事件解決後は鬼八と同じ墓地に埋葬された。

我堂長政（がどう ながまさ）
声 - 玄田哲章
IP序列275位。第三次関東会戦の民警軍団団長。54歳と高齢だが民警達には一目置かれ、「知勇兼備の英傑」と呼ばれる。アルデバランの1度目の襲撃で左脚を失いながらも頭部を切り裂き撤退させるダメージを与えた。全滅を避けるためとはいえ命令違反を犯した蓮太郎に極刑か単独でのプレヤデス討伐を迫り、討伐任務を受けるなら違反は不問に処すという条件で了承させる。これはアルデバランが撤退しているチャンスを無駄にしないという意味合いも込められていた。その後、アルデバランの2度目の襲撃ではガストレアの群れから集中攻撃を受け、志半ばで戦死する。彼が纏った軍団長のコートは蓮太郎に、双剣は朝霞に引き継がれた。
壬生朝霞（みぶ あさか）
声 - 水瀬いのり
イニシエーター。我堂長政とペア。大和撫子そのものの古風な性格で、武者鎧状のエクサスケルトンを身にまとい、バラニウム製の日本刀で闘う。作中で因子は不明だったが、「ブラック・ブレットIF」にてカブトムシと判明する。(公式かどうかは不明)長政を主君として忠誠を誓っていたが、第三次東京会戦にて死別し、同じくペアを失っていた彰磨と臨時でペアを組む。戦後はIISOに引き取られたが、櫃間の策略によって片桐兄妹と共に逃亡中の蓮太郎を確保するため出向し、彼と交戦し敗北する。事件解決後は、玉樹とともに土下座で謝罪した。

我堂英彦（がどう ひでひこ）
声 - 川田紳司
長政の息子。第三次関東会戦では蓮太郎のアジュバントが属する小隊の隊長を務めていたが、元々平和主義で画家を目指していたところを父に民警の道を推し進められた経緯があり、隊長に任命された時も隊を指揮する器でないと自覚していた。ペアを組むイニシエーターの心音については周りを気にせず撫で回す等、相棒や妹分以上の感情を持っていた模様。第三次関東会戦時に心音の惨死を目の当たりにしたことで心の均衡が崩れた所を地中から現れたガストレアに捕食されて死亡した。
心音（ここね）
イニシエーター。我堂英彦とペア。プレヤデスに狙撃され、死亡した。

アンドレイ・リトヴィンツェフ
ロシア人の凄腕スパイ。過去に蓮太郎の偶然の活躍で逮捕され、ゾルゲ事件以来の大スパイ事件となる。その後洋上特別犯罪者収容刑務所へ投獄されていたが外部にいた仲間達と通じて脱獄、「スコーピオンの首」と「ソロモンの指輪」を強奪したうえ、リブラ襲来によって東京エリアと仙台エリアの間に戦争寸前の事態を引き起こす。
ユーリャ・コチェンコヴァ
IP序列元77位。アンドレイとペア。モデル・チーターのイニシエーター。ロシアのイニシエーター専門特殊部隊「魔女部隊」に所属していた元ベラルーシ最強のイニシエーター。アンドレイを脱獄させるため東京エリアに侵入し、刑務所への侵入経路の下見中に出会った延珠と友人になる。

### 東京エリア
聖天子（せいてんし）
声 - 豊崎愛生
本作ヒロインの１人で、東京エリアの3代目統治者。16歳。近づきがたいほどの神々しい美貌の持ち主である。独裁的な考え方をする一方、「呪われた子供たち」と「奪われた世代」の共生を模索する理想主義者的な面も持つ。スコーピオン討伐の際に接した蓮太郎が「敬語を使わずに自分に接した初めての人物」として、彼を最も信頼するようになる。最近は世継ぎを重んじた周囲から縁談の話をされることもあるが、自身の警護など自分自身や東京エリアを救ってきた蓮太郎への思慕が接するごとに募り、彼を殺人罪で裁く際にも1人の女性として助けたい一方、統治者として冷徹な判断を下さねばならないことに苦悩した。また、蓮太郎の父母について彼の知らない事実を知っているようでもある。木更と同じ美和女学院に在籍しているが、統治者としての多忙さから滅多に登校できない。しかし、首席を取るほど学力は高い。
菊之丞クーデター事件時には自室に幽閉されてしまったが、隙を突いて脱走すると蓮太郎のもとに身を寄せ、ソロモンの指輪とスコーピオンの首の奪還を依頼。それからは一般人に紛れ、蓮太郎の家に居候しているが、彼以外にそのことを知る者は延珠と木更のみである。そして、自分は聖室にとってはただのお飾りという立場に嫌気を感じていて、人の善意を信じて頑張ってきたはずなのに世界は憎しみに流され続けているという事に、道を見失っている。
天童菊之丞（てんどう きくのじょう）
声 - 大木民夫
聖天子の補佐官。天童木更の祖父。東京エリアの政治経済を裏から牛耳る天童の当主。天童式抜刀術の免許皆伝者でもあり、10年前に蓮太郎を救った際には、ステージIVガストレアを一刀両断で斬り斃したほどの実力を持つ。蓮太郎からは「差別主義者」と嫌われている一方、かつてかけた言葉が彼自身にとっての原点ともなったという点では、義父として尊敬もされている。仏師として人間国宝に認定されており、天童の身内よりも蓮太郎を「唯一人の弟子」として認めているが、木更に付いて出奔して以後は敵対関係にある。ガストレアには妻を殺されたために深い憎しみを持ち、ガストレア因子を持つ「呪われた子供たち」に対しても同様の感情を持っている、また、部下を使って「呪われた子供たち」を世間から危険視するように画策していたという疑いもあり、蓮太郎に気づかれていた。聖天子を名君として敬愛しつつも、「呪われた子供たち」を擁護する姿勢に関しては許容していない。そのこともあり、後に聖天子の口から「一人の女性として蓮太郎を慕っている」と告白された際には驚愕した。
七星の遺産を所持していることが仙台エリアに知られた際には徹底抗戦を考えるが、聖天子からそれを頑なに拒否されたため、彼女を自室に幽閉することを決める。
天童和光（てんどう かずみつ）
声 - 興津和幸
木更の異母兄にして天童式神槍術の免許皆伝者。自身を天童の家に生まれたスーパーエリートであると自負し、並々ならぬ出世欲を持ち39歳という若さで国土交通省副大臣のポストを得た。ガストレア大戦末期に製作された32号モノリスの発注を取りまとめる立場であったため、バラニウムに混ぜ物をして費用を抑えて差額を着服し、第三次関東会戦の引き金を作った。この事実を木更に突き止められ、彼女ごと闇に葬るために決闘を行うが、両足（アニメでは片足）を斬り飛ばされて敗北する。命乞いの際、10年前に起こった木更の自宅をガストレアが襲撃した事件についての真相や首謀者の名前など、知りうる情報を引き出された後に奥儀「螺旋卍斬華」の遅延効果で凄惨な死を遂げる。秘書の椎名かずみ（声 - 生天目仁美）とはただならぬ関係であった模様で、和光の死を目の当たりにして精神が崩壊した彼女は、悲鳴を上げながら和光の遺骸をかき集めていた。
保脇卓人（やすわき たくと）
声 - 木村昴
聖天子の聖室護衛隊長を任されている青年。階級は三尉。防衛大学校首席卒業。入隊後に短期間で護衛隊長に任命され、菊之丞の信頼を得るなど実力は確かだが、あくまで事務的に優秀なだけで、実戦になると対応策すら立てられない様子を蓮太郎は「無能」と評した。上昇志向が激しく差別意識があり、いずれは聖天子と結婚して東京エリアを裏で操ろうと画策していた。その性格ゆえ、一部の護衛からはあまり快く思われておらず、聖天子自身にも苦手意識を持たれている。大阪エリアのトップとの会談時、聖天子直々に蓮太郎を指名したことが気に食わず、彼に嫉妬の眼差しを向ける。ティナを始末して手柄を取ろうとしたものの、聖天子の独断で自分より序列上位になった蓮太郎によって、右手親指を撃ち飛ばされた。その時の恐怖と、あまりにも見苦しい言動を聖天子に厳しく咎められて護衛隊を解任されたショックで精神に破綻を来たし、そのまま精神病院へ入院した。
アニメ版では精神崩壊せずに自衛隊の輸送部隊へ左遷され、部下2人と共に登場しない芦名の役割を担う形で蓮太郎への復讐を行い、芦名と同様の顛末を迎える。
芦名辰巳（あしな たつみ）
保脇の1年後輩にあたり、目をかけられて部下として聖室護衛官を務めていたが、保脇の失脚の折現場に居合わせていたため責任を追及され、自衛隊の輸送部隊に左遷させられた。エリート志向が非常に強く、己をエリート街道から叩き落した蓮太郎に激しい憎悪を抱いており、第三次関東会戦の決戦に備えた物資を輸送する任務を受けていたが、蓮太郎憎しのあまり東京エリアの消滅すら厭わず物資を廃棄した。その後、大阪エリアへ高飛びするために大枚をはたいて航空券を入手していたが、闇チケットであったために逮捕された。
城ヶ崎大湖（じょうがさき だいご）
芦名と同期の聖室護衛官であったが、芦名と同様の理由で左遷された。蓮太郎を憎んでいるのは一緒だが、芦名ほどエリート志向ではなく、任務は忠実に果たそうとするなど良識はある。輸送物資に笑いながら火をつける芦名に対し、狂気めいたものを感じながらも大阪エリアへ高飛びしようとするが、芦名とともに逮捕される。
羽柴（はしば）
失脚した保脇の後任で就任した護衛隊長。白髪頭の初老の男性で、職務に厳しい堅物であるものの紳士的で周囲から慕われているため、蓮太郎にも嫌われていない。
舞（まい）
声 - 伊藤美来
延珠が前に通っていた学校で友人だった少女。延珠の正体を知ってからは疎遠になってしまったが、漫画版では彼女の忘れていったランドセルを届け、「お仕事頑張って」と名前を書き忘れたメモを置いていく。

### 四賢人
室戸菫（むろと すみれ）
声 - 甲斐田裕子
法医学教室の室長。年齢不詳。四賢人と謳われた世界最高の頭脳を持つ天才の1人。バラニウムの発見者にしてAGV試験薬の開発者。「神医」という二つ名も持つが、現在は重度の引きこもりにして死体愛好家であり、エイン曰く「空前絶後の変態」。よく見れば絶世の美女だが、髪を振り乱し風呂にも入らない無頓着な性格のせいで台無し。病院の地下にある死体安置所を勝手に研究ラボとして増築して棲みついており、蓮太郎の義手・義足・義眼のメンテナンスを行っている。話が回りくどいものの、アドバイスをしたり知識を貸す等大いに蓮太郎を助けている。趣味は解剖と映画と18禁ゲームと蓮太郎をからかうこと。蓮太郎をロリコンや変態扱いし、彼が社会的に破滅するよう延珠やティナにデタラメを言うことも多い。数々の特許権を取得している上に理会の懸賞問題などを回答して懸賞金をもらっているため、彼女の手元には莫大な資金があり、主に機械化兵士のメンテナンスなどに使用される。
機械化兵士計画日本支部「新人類創造計画」の元最高責任者であり、蓮太郎を存命させるためにやむを得ない選択だったとはいえ、機械化兵士としての運命を与えてしまったことには罪悪感を抱いている。また、自身が執刀した兵士たちのメンテナンスを一手に引き受けており、彼らと定期的に連絡を取り合って確認している。首に掛けたロケットには、大戦で亡くなった恋人の写真が入っている。恋人を失った悲しみと憎しみにかられ、蓮太郎に出会うまで人道に外れた行為をしていた自身を「人外」と称し、「人外は陽の光に居るべき存在ではない」と研究ラボから外に出ないと決意した。そのため食料をはじめとする日常品の買い出しは蓮太郎などの知人に頼んでおり、食料が尽きて餓死しかかったこともある。
アーサー・ザナック
四賢人の1人。機械化兵士計画オーストラリア支部「オベリスク」の元最高責任者。光学迷彩「マリオット・インジェンクション」の開発者。
エイン・ランド
声 - 鳥海浩輔
四賢人の1人。機械化兵士計画アメリカ支部「NEXT」の元最高責任者。
菫曰く「空前絶後の堅物」「クズ」。四賢人の誓いである「生命を尊重する」約束を破り、「呪われた子供たち」を使った機械化兵士「ハイブリッド」を作り出しては、複数の戸籍を使って彼女たちと契約している。イニシエーターを道具としか扱っておらず、殺人を犯させることに抵抗もないため菫から嫌われている。
アルブレヒト・グリューネワルト
四賢人の1人。全機械化兵士計画を統括する。四賢人の中でもトップの頭脳を持つ。「グリューネワルト翁」と呼ばれる。蛭子影胤の機械化手術執刀医。現在は「五翔会」で機械化兵士を生み出している。四賢人の中で最も生命を尊重しており、菫も唯一尊敬する人物で、彼の機械化兵士も「一人でも多くの兵士を生き残らせる」をコンセプトにしている。

### 機械化兵士
蛭子影胤（ひるこ かげたね）
声 - 小山力也
タキシードにシルクハット、笑顔を浮かべた仮面と、ふざけた格好をして大量殺人を繰り返す男。再三の犯罪により、民警ライセンス停止・序列凍結中の元プロモーターであり、ライセンス停止前のIP序列は134位。元々自衛隊所属だったが、ガストレア戦争時に内臓に致命傷を負い、グリューネワルトとの取引で「新人類創造計画」に参加、内臓をはじめとする身体の大半を機械化した。機械化兵士として存在意義を求め、戦闘の世界を望んでいる。
携行武器は趣味の悪いマシンピストル化したベレッタ、「スパンキング・ソドミー」「サイケデリック・ゴスペル」の二挺。機械化兵士としての能力は、斥力フィールド（イマジナリィ・ギミック）による防御。対戦車ライフルの弾丸を弾き、工事用クレーンの鉄球すら阻むことができる。攻撃力に特化した蓮太郎と対比して、「最強の盾」とも形容される。斥力フィールドは攻撃にも応用でき、標的に向けて展開し圧殺する「マキシマム・ペイン」、掌から槍状に放出して標的を貫通する「エンドレス・スクリーム」、鋭利な鎌状に変化させて投擲し切り刻む「ネームレス・リーパー」などがある。所属は蓮太郎と同じく「陸上自衛隊東部方面隊第七八七機械化特殊部隊」だった。
菊之丞に雇われてゾディアック「スコーピオン」を召喚しようとするが、蓮太郎と延珠に撃破された。この時に死亡扱いとなるが実際は生き延びており、第三次関東会戦中に単身プレヤデス討伐に向かう途中、絶体絶命のピンチに陥った蓮太郎を助け、以後行動を共にし協力してプレヤデスを撃破した。野営で手際よく調理したり、天候を読み取ったり等とサバイバル知識も有する。蓮太郎のアジュバントに加わり第三次関東会戦を戦い抜き、勝利を収めた後小比奈とともに姿を消した。
プレアデス退治に赴く蓮太郎を助けた後、食事時に仮面を外していたが、その時蓮太郎を向かず顔を隠すかのように食事をとっていた。蓮太郎に仮面をつけていることを聞かれると「この仮面の下にあるのは、君の顔だよ。」と意味不明な言葉を残している。
蛭子小比奈（ひるこ こひな）
声 - 悠木碧
蛭子影胤の実娘。モデル・マンティスの元イニシエーター。黒いドレスを纏い腰にバラニウム製の小太刀2本（第三次関東会戦以降は4本に増加している。予備兼投擲用）を携える。ある程度の刃渡りがある刀剣を持った彼女は「接近戦では無敵」と呼ばれ、イニシエーターの中でも高水準な身体能力に加え弾道すら見切る動体視力、ガストレアだろうが人間だろうが「殺す」ことに一切の躊躇を持たない残虐性も強さの一因といえよう。影胤には従順で常に一緒に行動し、他の人間にはあまり興味を示さないが強いと判断した者は別で、特に自分の斬撃を弾いた延珠には並々ならぬ興味を抱き、延珠を斬ることが目標のようになっている。好戦的だが他人の戦闘能力を察知することに長けており、木更の危険性をいち早く見抜いた。
影胤が「呪われた子」を知るために女性を誘拐し、体外受精とガストレアウイルスを施して誕生した（女性は小比奈の誕生後に殺害された）子で、他にも同じ方法で誕生した姉妹が4人いたが、それぞれに6年間の洗脳と戦闘トレーニングを施して殺し合いをさせ、小比奈だけが生き残ったという経緯があり、影胤はそんな小比奈のことを「邪悪な天使」と呼んだ。
エイン・ランドの作り出したハイブリッド
アシュリー・スプリングスティーン
IP序列100位。二つ名は「ギガ・ヘッジホッグ」。
アイリーン・スペンサー
IP序列95位。二つ名は「メテオフォール」。
フェイ・クロンミラー
IP序列88位。二つ名は「フェルドランス」。
ルイーズ・ゼラズニー
IP序列70位。二つ名は「魔王（ブラッドクリーク）」。
リタ・ソールズベリー
IP序列21位。二つ名は「冥王（プルートー）」。ハイブリッド達のリーダー格。ティナが「あらゆる面で敵わない」と明言するほどの強者。

### 五翔会

#### 最高幹部
紫垣仙一（しがき せんいち）
天童民間警備会社の書類上の経営者にして、蓮太郎と木更の後見人のような人物。56歳。元は天童家の執事を務め、蓮太郎と木更が幼い頃から面識があった。執事を退職した後はバラニウム鉱山の採掘によって財をなし、東京エリアの一等地に私邸を構える資産家となった。裏で「五翔会」の五枚羽として暗躍しており、聖天子や天童家の抹殺を目論んでいる。
斉武宗玄（さいたけ そうげん）
声 - 石塚運昇
大阪エリアの統治者。アドルフ・ヒトラーと形容される独裁者。「五翔会」の五枚羽の1人でもある。蓮太郎とは天童家時代から面識があり「蓮太郎」と名前で呼ぶが、考えの違いから菊之丞共々相容れない存在。蓮太郎の実力は高く評価しており、もし東京エリアが滅んだら自分の下に来いと誘いの言葉まで送っている。彼はガストレアがすべて駆逐された後は、世界に君臨しようと考えている。しかも、超電磁砲モジュール「天の梯子」を月に設置し、ガストレア討滅後、逆らう他国を脅そうと企んでいたが、その計画は蓮太郎によって不可能となり、非公式会談時に蓮太郎に小言を言う。

#### 構成員
櫃間篤朗（ひつま あつろう）
キャリア組の警察官僚で、現在の階級は警視。父親が警視総監であり、計り知れない権力を持っている。高身長、高学歴、高収入に加え、顔立ちも整っているという非の打ち所のない人物。木更の元許嫁で、彼女が天童家を出奔したことで破談になったと思われていたが、紫垣の仲介により縁談が持ち上がった。様々な行き違いはあったものの蓮太郎も「木更を幸せにできるのはこの男」と一歩引く姿勢を見せるほどであったが、実際は「五翔会」のため木更を飼い慣らして天童一族にけしかけることが目的であり、持ちうる権力を利用して蓮太郎を殺人犯に仕立て上げ、それに伴いペアを失った延珠をIISOに引き取らせ、ティナを長距離狙撃の重要参考人として拘束し、天童民間警備会社を活動不能に陥らせて木更を心身ともに消耗させて籠絡しようと画策する。
しかし、事件の真相を探るために逃亡した蓮太郎の始末にことごとく失敗し、さらには「ブラックスワン・プロジェクト」の詳細も突き止められてしまう。五翔会からの処分は免れないことを悟り、せめて蓮太郎に一矢報いようと強引にとりつけた木更との結婚式に臨むが、全てを知った木更と多田島から追及されて逃走する。粛清に現れたネストに射殺され、計画に加担していた父親も同様に処分された。
皮肉にも木更と多田島が計画の全容を知ることができたのは、木更に贈った鬼八から奪った懐中時計であった。本来火垂に贈られるはずだったそれは、鬼八の思わぬ形で本懐を成し遂げたことになる。
巳継悠河（みつぎ ゆうが）
コードネーム「ダークストーカー」。蓮太郎と同年代の少年。生来盲目だったが、「新世界創造計画」に参加したことで機械の目を獲得した。その目を通して「光」と「世界の素晴らしさ」を与えてくれたグリューネワルトへの恩義から「五翔会」に加わり、四枚羽の地位に着いていた。グリューネワルトに奉公することが自分の存在意義であると豪語するが、天童流戦闘術の使い手である彰磨に敗北したことで、邪魔者の暗殺を担当する二枚羽に降格された。このことから、同じ天童流戦闘術の使い手にして自分の旧型機械化兵士である蓮太郎には、強い対抗意識を抱いている。
「蓮太郎を封殺可能なレベル」を要求スペックとされ、蓮太郎のものを改良した義眼を両眼に持つほか、近接戦闘用の兵装として打撃技のダメージを増幅する「超振動デバイス」（ヴァイロ・オーケストレーション）を持つ。殺害の手口は、義眼を応用した長距離狙撃と超振動デバイスを用いた内臓破壊。
逃亡直後の蓮太郎と初めて対峙したときから彼の実力を危険視し、対抗意識も相まって彼を倒すことに執着していたが、櫃間の判断で刺客の役割を他の機械化兵士に奪われてしまい、自ら手を下すために秘密裏に行動し他の刺客を排除した。蓮太郎との決戦では接戦で敗北した後、液体窒素を浴びて両足を失う重傷を負いながら、何が何でも蓮太郎を仕留めるという一心で、再生レベルIIIまで死に至らしめる濃縮バラニウム弾を用い、邪魔な火垂を射殺する。蓮太郎と狙撃勝負を行うが、義眼の力を限界まで引き出した蓮太郎に再度敗北し、死亡した。境遇の重なる蓮太郎とは互いにシンパシーを感じ、違う形で出会ったら親友になれたかもしれないと死を惜しまれた。
久留米リカ（くるめ リカ）
コードネーム「ハミングバード」。麦わら帽子にワンピース、クマのぬいぐるみを抱えた少女の外見で標的を油断させ、殺害する手口を用いる。ティナのものを改良したブレイン・マシン・インターフェイスを持ち、タイヤ型の兵器「死滅都市の徘徊者（ネクロポリス・ストライダー）」を操る。水原の足跡を辿っていた蓮太郎と火垂を襲撃し、火垂を一度殺して蓮太郎と交戦すると、エレベーター内に追い詰めて銃撃戦となる。瀕死のダメージを負い、蓮太郎をぬいぐるみに仕掛けた爆弾で道連れにしようと目論むが、再生して現れた火垂に驚愕しながら頭を撃ち抜かれ、エレベーターごと落下して爆散する。
鹿嶽十五（かたけ じゅうご）
コードネーム「ソードテール」。皮膚を光学迷彩化する能力「マリオット・インジェクション」と、カーボンナノチューブ製のナノ筋肉や自己修復能力を備えたバラニウム合金の脊椎などを持ち、相手に気づかれず忍び寄って銃器やナイフなどを用いて殺害するという手口を主に用いる。身長が190cmを超える大男。司馬重工本社ビルを訪れていた蓮太郎たちを襲撃し、たちまち追い詰めてまず火垂を射殺すると、次いで満身創痍の蓮太郎にとどめを刺そうとするが、その寸前に再生した火垂に組み付かれてゼロ距離で銃弾を大量に浴び、大ダメージを負って敗走する。ビルの外までどうにか逃げるが、そこに現れた悠河に驚きながらも火垂の能力を伝えたところ、悠河から処刑を宣告される。組織に全てを捧げてきた自分を肯定しようと、戦いを挑むも圧倒的な力の差の前に為す術もなく、心臓を潰されて死亡した。
ネスト
櫃間と五翔会との連絡役を務める男。「ブラックスワン・プロジェクト」の失敗に伴い、櫃間父子を粛清した。

### その他の人物
司馬未織（しば みおり）
声 - 小清水亜美
勾田高校生徒会長。世界に名立たる巨大兵器会社・司馬重工の社長令嬢。鉄扇を持ち常に振袖に身を包んでいる、ウェーブがかった長い黒髪が雅やかな和服美少女。一目見た瞬間から蓮太郎が将来大物になると感じて気に入り、パトロンとして蓮太郎・延珠ペアの装備品を条件付きで無償で提供している。条件には新作テスターやCM出演等、同じ学校に通うこと等が含まれており、その立場を利用して事あるごとに蓮太郎を誘惑する。木更とは犬猿の仲で、同じ空間に置いておくと撃ち合い・斬り合いの喧嘩になる。司馬流戦闘術を使い、鉄扇とカスタム・ガバメント拳銃「ソードフィッシュ」で闘う。明確な戦闘シーンは無いが、作中最強クラス（序列元98位のティナより実力が上）の木更に平然と立ち向かい、木更の天童流を自身の司馬流に対して「そんな出来たばかりの武術には負けない」と見下すなどの描写から、戦闘員として相当な実力を持っていると思われる。また兵器開発者としても非凡な才能を持ち、時には蓮太郎の依頼で様々な兵器や作戦を立案することもある。
多田島茂徳（ただしま しげとく）
声 - 松山鷹志
警視庁捜査一課所属、階級は警部。法の執行者としての誇りと正義感を持ったベテラン刑事。『グランド・タナカ』でのモデルスパイダー・ステージIのガストレア出現の際、蓮太郎と延珠に出会う。喫煙者。「呪われた子供たち」の境遇に同情はしており、一件以来、蓮太郎とは度々顔を合わせる仲になり、時折蓮太郎から彼女たちの保護などを求められる時も面倒くさがりながらも協力している。蓮太郎曰く「ヤクザが仏に見える位強面な顔してるが頼りになるヤツ」。
蓮太郎が殺人罪で逮捕、その後脱走した際は櫃間の指揮下で動いていたが、蓮太郎の説得と、櫃間をはじめとする警察組織内の不審な動きに疑問を抱き、独自の調査を行い事件の真相に辿り着く。そして警察組織内の「膿」を一掃すべく行動を起こし、警察組織内の関係者の一斉検挙に踏み切った。
松崎（まつざき）
声 - 西村知道
第39区の呪われた子供たちを保護している初老の男。呪われた子供たちが迫害を受けていることを憂い、彼女らがいつの日か自由に街中で生活できるよう、学問や赤い目を抑えるための感情コントロールなどを教えている。子供たちからは「長老」と呼ばれ、慕われている。
後に子供たちに世の中を知ってもらおうと蓮太郎に「青空教室」の教師を頼み、元気に授業を受ける子供たちの姿を見て喜んだが、心無い者の犯行により子供たちが命を落とし、ショックで寝込んでしまう。しかし第三次関東会戦後に蓮太郎たちによる子供たちの葬儀に訪れ蓮太郎と再会、悔やむ蓮太郎に「それでも生徒たちを見てくれてありがとう」と感謝の言葉をかけた。
天童助喜与（てんどう すけきよ）
天童家の長老にして天童式武術開祖。木更の曽祖父にして木更と蓮太郎の師。御年120歳ながらも現役師範で、蓮太郎曰く「妖怪じじい」。木更に免許皆伝を与えながらも「悲しいほどに腐りきった剣」だと、身を滅ぼしかねないと案じている。
阿久津義建（あくつ よしたつ）
本庁警視。四角い顔と白髪交じりの髪と黒縁メガネという一見学者風な風貌をしているが、昇進して事務仕事をするより現場で働くことを望んでいる。櫃間親子含む警察関係者の一斉検挙で警察組織の再編成が行われ、刑事課から嫌々警視になった経緯があり、人員不足などと理由をこじつけては現場に訪れる。事件に関わった蓮太郎に顔を合わせる度に愚痴る。蓮太郎も多田島刑事と性格が似ていると、割と気に入っている。

## 世界設定
人類は物語開始から10年前の「ガストレア戦争」にてガストレアウイルスとの戦いに敗れ、荒廃した国土の一角に追いやられている。人々は「モノリス」（後述）に囲まれた「エリア」と呼ばれる狭い区域に立て籠もって暮らしており、海外間の空路や航路は確保されているものの、民警の護衛が義務付けられているためコストは非常に高い。海棲ガストレアによって海水浴などは自殺行為で、船底をバラニウム装甲で強化したイージス艦でも必ずしも安全ではない。漁が不可能なため海産物は養殖頼み、穀物類は外周区の集団農場で効率的に生産することで自給率を保っている。時折モノリスを突破するガストレアに対して警察の死傷率が増大したため軍事力を民営化した組織「民間警備会社」が、「ガストレア」に対するスペシャリストとして活躍している。
ガストレア戦争で東京・大阪・札幌・仙台・博多のエリアに分断された日本は経済も困難を極め、政治的機能も疲弊しきっていた。日本国最後の元首だった座間首相が中絶禁止法によって失脚し、各エリアはそれぞれの統治形態を持った独立国となる。
東京エリア
物語の舞台となるエリア。聖居（現実世界での皇居に位置する）を中心に半径約50kmの円形状の面積を持つエリアで、聖天子による中央集権制となっており、現統治者は三代目聖天子。世界で最も多い31％のバラニウム産出量を誇る。初代聖天子の頃から「呪われた子供たち」と「奪われた世代」が共生するための法案などが挙げられており、「呪われた子供たち」を養女に迎えて虐待せずに責任を持って育てると養育給付金が優遇されるなど、他のエリアに比べれば「呪われた子供たち」への差別意識は低い方である。
大阪エリア
蓮太郎に「アドルフ・ヒトラー」と揶揄される斉武宗玄によって統治されるエリア。実質上、宗玄の独裁下にあることが本人の台詞から示唆されている。

### ガストレア関連
ガストレア
ガストレアウイルスに感染し、遺伝子を書き換えられた生物。非常に強い再生能力や、赤い目と醜悪に変貌した身体を持つ。通常は「モデル・スパイダー」や「モデル・ラビット」など、感染前の種にちなんだモデル名で識別される。また、感染して間もないステージIから完成形であるステージIVまで4段階に分けられる。ステージの進行段階でさまざまな生物のDNAを取り込むため、ステージII以降のガストレアはそれぞれに異なる異形の融合した姿と特徴を持ち、「オリジナル」とも呼ばれる。11体が確認されているステージⅤの各個体には欠番の蟹座を除き星座にちなんだ識別名が付けられている。
地球が深刻な環境汚染に見舞われた頃に現れたことから、「地球を食い尽くす人類を根絶させ、浄化する神の使い」と神聖視する宗教団体も存在する。
モノリスの磁場が弱い中間地点を突破した個体や高空から迷い込んだ飛行型が時折内地へと出現。民警はこれを早期に駆逐することで"パンデミック"を防ぐことを任務としている。
アルデバラン
ステージIVのガストレア。アルマジロとカメを掛け合わせたような容姿をしている。かつて最強と謳われたステージⅤ「タウルス」の軍団で右腕として共に行動していた。ＩＰ序列1位の謎のイニシエイターによってタウルスが撃破されて以来行方知れずだったが、突如東京エリアに出現、32号モノリスを破壊し、大絶滅を引き起こそうとする。その巨体と固有能力は実質的にステージⅤに近く、口吻から吐き出すバラニウム侵食液でモノリスはおろか蓮太郎の義手の超バラニウムすら腐食させる、また通常のバラニウムによる再生阻害が効かず、航空爆弾の直撃で頭部を含む半身を吹き飛ばされても修復可能、撃破するためには全細胞を塵にまで滅却しなければならない。何より強力なのは蜂の遺伝子によってフェロモンを利用し、他のガストレアをコントロールして複雑な命令を下す能力である。アルデバランに率いられた軍団は坑道による戦車の撃破や飛行ガストレアを使った空挺部隊など通常では考えられない連携を行い、自衛隊と民警に壊滅的な被害をもたらした。第三次関東会戦において三波にわたる襲撃を行うも、蓮太郎らの必死の抗戦の末、撃破される。
プレヤデス
アルデバラン率いるガストレア軍団の1体で、テッポウウオのガストレア。「光の槍」と称された高圧の水銀を口から発射することで5km先でも狙撃できるが、遠距離射撃に特化した兵器として成長し続けたために自然の摂理を外れ、自力での移動は不可能、下位のガストレアたちから餌を与えられて生かされている状態となっている。支援戦闘機や誘導弾を撃墜して制空権を奪い、東京エリアを苦しめたが蓮太郎と影胤の連携攻撃により撃破される。

ゾディアック
通常は発生し得ないステージVガストレアの総称。スコーピオンは「七星の遺産」を用いることにより出現したが、他のゾディアックも同様なのかは不明。ガストレア大戦において猛威をふるい、世界を滅ぼした存在。ステージIVのガストレアが子供に見えるほど巨大な体躯、通常兵器をほぼ無力化させる硬度の皮膚、分子レベルの再生能力などを持つ。また、通常のガストレアと違ってモノリスの磁場の影響を受けない。
世界に11体存在し、それぞれ黄道十二星座の名で呼ばれているが、キャンサー（巨蟹宮）は欠番扱いになっている。作品開始時点ではタウルスとヴァルゴの2体の撃破が確認されている。
スコーピオン（天蠍宮）
スライムのような体躯に身体中に眼が付いている。蓮太郎と延珠がレールガンモジュール「天の梯子」を使った射撃により撃破された。
タウルス（金牛宮）
作中では名前だけが登場。ガストレアの中では珍しく集団を率いて行動し、無敵のガストレアとして恐れられた。現在序列1位の謎のイニシエーターによって撃破されるまでは、各地を蹂躙していた。
ヴァルゴ（処女宮）
作中では名前のみ登場。序列2位であるドイツのイニシエーターによって撃破されたこと以外の詳細は不明。
リブラ（天秤宮）
ムカデの体躯に爬虫類の頭部をしている。
人間のみを宿主とする致死性のウイルス数万種類を体内で合成し、散布する能力を持つ。このウイルスは空気感染だけではなく皮膚からも侵入するうえに紫外線にも強いため、ガストレア大戦時には膨大な数の感染者や死亡者を出した。そのため、リブラは「疫病王」と呼ばれて恐れられている。
また、リブラの積層装殻はあらゆる通常兵器も通用せず、核兵器で撃破するしか方法がないと言われているが、聖天子は旧日本領域での核兵器使用を禁じた新堺条約に抵触するとの発言から東京エリアでは使用が控えられている。（その後聖天子は天童菊之丞により軟禁）
サジタリアス（人馬宮）
強力な長距離攻撃手段を有しているようで、ガストレア大戦時には多数の人工衛星を撃ち落とした。

ガストレアウイルス
生物に寄生してその遺伝子を書き換え、ガストレア化するウイルス。感染した生物は元の性質を保持したまま、巨大化・凶暴化する。ガストレア化した生物にウイルスを注入されることにより感染するが、空気感染はしないことが確認されている。
呪われた子供たち
ガストレアウイルス抑制因子を持ち、ウイルスの宿主となっている人間。ウイルスにより超人的な治癒力や運動能力など、さまざまな恩恵を受けている。妊婦がガストレアウイルスに接触することにより胎児が化すもので、出生時に目が赤く光っていることにより判明する。ガストレアウイルスは生物の遺伝子に影響を与えるため、「呪われた子供たち」はその全員が女性になる。ガストレア大戦時に第一世代が生まれているので、物語開始時点で全員が10歳以下である。
力の開放や治癒に伴って体内浸食率が上昇し、ガストレア化する危険性を持っているが、日常生活だけを送ってさえいれば通常の人類と変わらぬ寿命で天命を全うできると論じられている。ガストレアウイルスを保菌していることや人間離れしたその能力から差別かつ迫害されている。その大半は親に捨てられた孤児であり、青空教室の生徒たちのようにエリア外周区でマンホールチルドレンとして暮らしたり、盲目の少女（声 - 茅野愛衣）のように両目を鉛で潰した状態でもエリア内へ出向いて物乞いを行っている。その一方、ガストレアウイルスを「神の使い」と神聖視する宗教団体からはガストレアとのメッセンジャーを務める「神の代理人」として敬われている。
ゾーン
ガストレアウイルスを保菌する「呪われた子供たち」であろうとも必ず「成長限界点」があり、モデルに応じて成長限界点がまちまちだが、ごくまれに「壁」を超える者が存在しており、驚異的な潜在力を得ると言われている。超高位序列者のイニシエーターの中にはゾーンに到達した者が存在しており、タウルスなどのゾディアックを斃したイニシエーターもゾーンに到達した者と言われている。

感染爆発（パンデミック）
ガストレアウィルスに感染した者は抑制因子などを持たない限りたちまちガストレア化してしまう特徴を持つことから。一体の「感染源」ガストレアを発端として周囲の生物（特に人間）を感染させ、ガストレアとなった者がさらにまた別の生物を感染させながら連鎖的に感染者が増え、爆発的にガストレアが増大する現象のこと。当然のことながら街中で発生するため、一度起これば大パニックに陥る。ガストレアを捕捉した民警や警察は、これを防ぐことが最優先とされている。
再生レベル
ガストレアの生態である再生能力をレベル分けしたもの。イニシエーターにも適用される。IからVまで5段階に分けられる。通常のバラニウム製の武器で殺傷できるレベルI、バラニウムの再生阻害を押し返すが首を落とされたり燃やされたりすると絶命するレベルII、欠損した部位が生えたりくっついたりするレベルIII、内臓のほとんどを損失しても再生して全細胞を滅却しないと倒れないレベルIV、分子レベルで再生して現代科学では倒せないレベルV、となっている。劇中に登場するほとんどのガストレアやイニシエーターはレベルIであるが、火垂がレベルII、アルデバランがレベルIVと言われている。

### 民間警備会社関連
民間警備会社
「民警」と称される。ガストレアが絡む案件は原則として民警が処理を行う。ガストレア大戦後、エリア各地で発生したガストレアの対応には当初警察が対応していたが警察官の死亡率が著しいため、ガストレアの対応の際には民警の同伴が必須となる法律が制定された。警察からしてみれば自分の所轄に土足で踏み込まれるに等しく、民警と警察は基本的に仲が悪い。主な仕事はガストレアの駆除で、しばしば政府から公にしにくい依頼を受けたりもする。業務の中枢を担うのは戦闘員で、プロモーターとイニシエーターが1人ずつペアを組んで現場へ派遣される。「民間」の会社であるため規模は大手と呼ばれるところから弱小、零細と呼ばれるところまで様々。
民警許可証
IISO(国際イニシエイター監督機構)が発行する民警の身分証明書兼拳銃携帯許可証。作中では警察手帳とほぼ同じ扱いを受ける。ガストレア大戦以降一般人でも護身のため住居内で拳銃が所持できるようになったが、外出時に拳銃以上の武器を帯銃できるのはこの許可証を持った民警のみである。
イニシエーター
ガストレアウイルスによる戦闘力の高さを生かし、ガストレアと闘う「呪われた子供たち」。IISOから民警許可証（ライセンス）を交付され、必ずプロモーターとペアを組む。保菌したウイルスの動物因子によりそれぞれ特性を持ち、「モデル・ラビット」「モデル・オウル」などと識別される。普段封じている力を解放すると目が赤く光り、高い運動能力と動物因子に応じた特殊能力を発現する。戦闘時は能力を生かした上で徒手空拳であったり武器・銃火器を用いたりと戦闘スタイルは様々である。普段はウイルス抑制因子と浸食抑制剤でウイルスの侵食を抑えているが、力の解放や怪我の治癒により少しずつ侵食率は上がり、50%を超えるとガストレア化する。稀にウイルスの動物因子により骨格が変化し、獣のような耳や翼等を持つ者も居る。ペアとなるプロモーターが死亡、またはライセンス停止などにより活動不能となりペアが維持できなくなった場合、イニシエーターの身柄はIISOに送致される。
プロモーター
イニシエーターとペアを組んで戦う民警社員。座学と実技の試験を受け民警許可証（ライセンス）を取得することで就くことができる。イニシエーターの指導監督、および戦闘時における指揮が主な役割である。プロモーターはイニシエーターと違い一般の人間であるもの、バラニウム製の重銃器や近接武器を持ち、戦闘中において主に後衛を務める。その理由はイニシエーターは強い治癒再生力を持つので急所以外の誤射は致命傷にならないこと、比較的安全な場所から指示が出せること、万一イニシエーターが不審な行動をとった場合即刻殺すことができる位置取りをする必要があること、である（3つ目はプロモーターの精神的安定を保つ意味合いが強い）。このことから基本的に戦闘はイニシエーターが担当といえるが、実際のところ民警となる人間はチンピラ上がりなど好戦的な人物が多く、指示を出すどころか自ら突っ込んでイニシエーターがその補助をするというパターンも見受けられる。イニシエーターを道具扱いする者、家族のように接する者、関係は十人十色である。
国際イニシエーター監督機構
略称IISO。「呪われた子供たち」をイニシエーターとして訓練し、プロモーターとの選定、序列の管理を行っている。イニシエーターとして登録されている者には浸食抑制剤が配布される。
IP序列
イニシエーター・プロモーター序列の略。IISOにより、全世界のイニシエーターとプロモーターのペアを、戦力と戦果で序列付けしたもの。100位以内のイニシエーターには二つ名が付き、序列が上がるごとに「擬似階級の向上」や「機密情報へのアクセス権」などの特権が与えられる。あくまで「ペア」での順位であるため、どちらか一方が死亡するなどした場合順位はリセットされる。民警となる者は血の気が多く小競り合いが絶えないので死人が出ることも珍しくないが、一般人を害したり大量殺人などの重大なことをやらない限り剥奪されることはない。
アジュバント・システム
非常事態が発生した場合、政府の指示により民警を自衛隊組織に一時的に組み込み運用することができる機構、アジュバントとは部隊を構成する民警の分隊を指す。最低構成人数は、3組6人からとなる。分隊をまとめるチームリーダー、それを統率する軍団長を置き戦闘を行う。大幅な戦力増強が期待できるが、民警という存在が自衛隊から快く思われていないうえ、個人プレイに走る者が多く連携が取りづらい、装備品が統一されておらず補給がままならない、といった欠点があり、非常に瓦解しやすいため軍団長には頑強な統率力が求められる。

### 機械化兵士関連
機械化兵士計画
ガストレア大戦中に持ち上がった、身体の一部を機械化し、超人的な攻撃力や防御力を持つ兵士を造り出す極秘計画。四賢人が機械化手術に当たったが、手術成功率の低さ、機械のメンテナンスなどに莫大なコストがかかり、加えて何のコストもなく自然に生まれてくる「呪われた子供たち」の能力の高さが判明したために、数年前に凍結された。現在は都市伝説とされている。計画は以下の3つのプロジェクトにより構成される。
日本支部「新人類創造計画」
最高責任者：室戸菫 / 主な被験者：里見蓮太郎、蛭子影胤 / 主な兵装：「二一式黒膂石義眼」、「斥力フィールド」
日本支部は政府主導らしく、機械化兵士は陸上自衛隊東部方面隊、第787機械化特殊部隊に配属されている。
オーストラリア支部「オベリスク」
最高責任者：アーサー・ザナック / 主な兵装：「マリオット・インジェクション」
アメリカ支部「NEXT」
最高責任者：エイン・ランド / 主な被験者：ティナ・スプラウト / 主な兵装：「シェンフィールド」
四賢人の「生命の誓い」により強制的な執刀はせず、被験者との「生きるか死ぬか」の同意を得て執刀している（ランドはこの誓いを破って健康体の「子供たち」を改造している）。計画凍結後、被験者はプロモーターとして戦いに身を置き続ける者、戦いを捨て日常を生きる者などに分かれている。
新世界創造計画
機械化兵士計画日本支部「新人類創造計画」の次段階として予定されていた室戸菫のプロジェクト。恋人を失った菫が憎しみから立案した計画であり、人体の半分以上、最終的には脳以外の全身を機械化するというものであったが、機械化兵士計画の中止を経て実行されずに終了した。しかし、四賢人の1人であるアルブレヒト・グリューネワルトと「五翔会」の下、菫すら知らないところで再始動していた。名前と主旨は菫のものを引き継いでいるが、実際には「新人類創造計画」のみならず、「オベリスク」や「NEXT」の兵装をコピーしたりアップグレードした技術を用いており、本来の「新世界創造計画」とは別物と化している。
ハイブリッド
エイン・ランドの造り出した、「呪われた子供たち」でありながら機械化兵士の能力を持つイニシエーターのこと。手術にバラニウム製のメスを使い、傷が再生しないため一般の機械化兵士より更に成功率が低い。

### 五翔会関連
五翔会（ごしょうかい）
作中で暗躍している超国家的組織。その目的は、ガストレアのいない世界を作るために世界各国に成り代わって秩序を維持し、世界の覇権を握ることにある。
組織は、日本の各エリアや国外から組織の思想の旗の下に集った人材で構成されており、組織の規模はかなりの大規模である模様。構成員は身体のどこかにペンタグラムと羽根のマークが刻まれており、羽根の枚数が多いほど組織内での階級が高い。また、組織に所属する者の中には国家権力の中枢部にまで食い込んでいる者も多数いるため、影響力は非常に強大なものとなっている。
組織の目的のためなら手段は選ばず、殺人なども平然と行える。組織内で失敗者が出た場合は、失敗者も含めて五翔会に繋がる証拠全てを抹消するなど、証拠をまったく残さないように暗躍している。そのため、組織が表立つことはなく、作中では聖天子の暗殺未遂や蓮太郎の冤罪事件など様々な事件に関与してきたが、組織の実態は未だに不明である。
ブラックスワン・プロジェクト
五翔会によって立案された「抗バラニウムガストレア」培養計画。名称はブラック・スワン理論から取られている。人為的にバラニウムに耐性を持つガストレアを作り出し、さらに催眠状態を誘発する薬を用いて特定の場所に行くように「条件付け」することで、ガストレアを制御するという計画であり、この計画で作り出された抗バラニウムガストレアは、五翔会に従わない国家を滅ぼすために使われる予定だった。蓮太郎と火垂に暴かれたことで頓挫している。

### その他
バラニウム
ガストレアの再生力を阻害できる金属。ガストレアをまともに攻撃できる唯一の手段であり、刃物や銃弾に加工される。また、大量のバラニウムは近づくだけでガストレアを衰弱させる磁場を発すると同時に、人間の生体電気に反応する習性も持つため、機械化兵士の機械部の素材にも用いられる。埋蔵は火山列島に偏って分布するため、日本では多く産出される。主にエリア外の坑道で採掘され、ガストレアに襲撃される危険性があるにもかかわらず、ガストレアを阻害できる金属ゆえに取引レートが高額なことから、裏社会の住人たちによる非合法な採掘も行われている。
バラニウムの産出量に比例して各国のパワーバランスにも影響しているが、化石燃料と同じく埋蔵量に限りがあるのは必然的で、バラニウムが枯渇した将来にはガストレアの脅威から身を守るために今度は人類同士がバラニウムを巡って争う可能性があると、各分野で警鐘が鳴らされている。
バラニウムを研究・発見した菫によれば、「ガストレア戦争時に恋人を失った悲しみと怒りを糧に研究に没頭して発見した」「この金属が黒いのは、ガストレアに対する憎悪だ」とのこと。
超バラニウム
無重力空間下でバラニウムとレアメタル・コモンメタルを融合させて生成した次世代金属素材。バラニウムの数倍の硬度を持ち、蓮太郎の義肢の材質に用いられる。コストが桁外れに高く、蓮太郎の義肢や義眼で総額100億円。

モノリス
エリアを等間隔で囲う巨大なバラニウムの石板。東京エリアのものは幅約1km、高さ約1.6kmある。正確には無数のブロック体を積み重ねた集合体で、100mの高さまで積み上げれば通常のガストレアは侵入できないが、過去に飛翔できるガストレアが超高高度より飛来してエリア内がパニックに陥ったことがあってから、1.6kmの高さまで積み重ねた。
奪われた世代
ガストレア大戦を経験した世代。現在の世界人口の8割を占め、誰もがガストレアにより近しい人を殺された経験があり、その影響で「呪われた子供たち」差別主義者が多い。
無垢の世代
ガストレア大戦後に生まれた世代。「呪われた子供たち」もこれにあたる。
ガストレアショック
ガストレアに脅かされた経験から、ガストレア特有の赤く光る眼に過剰な恐怖を抱くこと。「呪われた子供たち」の目が光るのを見ても発症するため、大戦中は「呪われた子供たち」になってしまった嬰児の殺害が相次いだ。
七星の遺産
東京エリアが秘匿していた危険物。ゾディアックを呼び寄せる触媒となる。蓮太郎が見た物は壊れた三輪車で、聖天子曰くスコーピオンは「取り返しに来た」とのことだが、その詳細は不明。
七星村
ガストレア大戦中に消滅した村。旧日本地図では飛騨高山の山中に位置していた。存在そのものが歴史から抹消されたとして扱われており、機密事項の重要機密であるレベル10に指定されている。スコーピオンを呼び寄せた「七星の遺産」と関連性があるようだが、その詳細は不明。
偶然にして奇跡的に入手することのできた当時の記録映像には、七星村内の施設にて異形の姿と成り果てた人間が隔離されている様子が映されており、「おそらく人類初のガストレアウイルス感染者で、この村から何かしらの手段で世界中に蔓延した」と菫は推測している。
天童式武術
天童助喜与を開祖とした武術。「己を磨き、弱き者を守る」を教えとし、「天童式抜刀術」や「天童式戦闘術」などの数々の派が存在する。天童式抜刀術は刀による神速の一撃必殺を主とし、達人になると常識を超えた間合で敵を斬れる。天童式戦闘術は拳系の「一の型」、蹴り技系の「二の型」、その他の体術による「三の型」で構成されており、己の力と気を集中して一撃を与える。
ガストレア戦争
西暦2021年に突如として世界中に現れたガストレアの脅威に対し、人類が立ち向かった戦争。しかし、通常兵器がほとんど通用しないうえ、核兵器も人類の活動領域内では使用できないため、人類は瞬く間にガストレアに侵攻され、敗北した。その結果、開戦前に80億人いた世界人口は9割も激減した。
第一次関東会戦
2021年のガストレア出現時に日本列島の人類活動領域が瞬く間に5つに分断された際、自衛隊により防衛線が張られた関東地域では多大な犠牲を払った果てにガストレアの侵攻をかろうじて防げたが、現在の外周区まで人類活動領域が後退した。
第二次関東会戦
ガストレア戦争から数年後、新たにガストレアの大群により東京エリアが侵攻されかけたが、既にガストレアがバラニウムから発せられる磁場に弱いことが発見されていたため、モノリスによる防衛線とバラニウム弾頭による自衛隊の応戦によりガストレアの撃退に成功した。東京エリアはこの日をガストレアから東京を守り切った記念日として、戦闘に使用された2千挺の銃を溶かして作った記念碑「回帰の炎」を外周第40区に建てた。ガストレア戦争で亡くなった人への慰霊を込め、ロウソクを灯したバルーンを夜空に挙げる「幻庵祭」も、この日に行われる。

中絶禁止法
ガストレア戦争時の日本国元首、座間首相が終戦宣言後に各エリアに出した法律。十分の一に減少した人口を回復させることを目的に産婦人科を弾圧したが、捨て子や虐待の温床となり彼の失脚の原因となる。これによって日本の五エリアが分裂、独立するとともに日本国内で「呪われた子供達」が爆発的に増加することとなった。「望まない子供は呪われた子供達になりやすい」という風説もこれが元凶である。なお座間首相は2年前の2029年、自らの法令によって生まれた「呪われた子供達」によって首の骨を折られて入院先の病院で死亡した。
外骨格（エクサスケルトン）
対ガストレア用に生産されているパワードスーツの一種。バラニウムの合金やカーボンナノチューブなどのハイテク素材で構成されており、耐久性はもちろん、強化機構などにより使用者の身体能力も強化される。1着に必要な購入金額は、蓮太郎と延珠の給料を合わせて10年分とされる。
天誅ガールズ
延珠がハマっているテレビアニメ。義父を殺された主人公・大石内蔵助良子が復讐を誓い、全国の四十六士（魔法少女）を集めて仇敵・吉良の屋敷へ討ち入りするという話で、ジャンル的には「赤穂浪士魔法少女萌え」に分類されている。萌え系の魔法少女が物騒な獲物（マジックアイテム）を片手に血生臭い闘いを展開するという要素が人気を集め、小さな子供から大きな子供まで幅広い範囲で人気を集めている。
ちなみに一番人気は天誅レッドで、最も不人気なのは天誅バイオレット。蓮太郎がバイトで入った屋外ショーでのスーツアクターは子供たちに袋叩きされたほど。
作中では2ndシーズンまで放送されており、2ndシーズンは脚本家の持論や他作品へのオマージュなどが盛り込まれている内容となっている。
聖室護衛隊
聖天子をはじめとする聖室関係者の護衛を担っている部隊。全員ともエリート意識が強いが、組織されて10年足らずであり、実績もまだ数えるほどしかないため、未織からはいつ聖天子が命を落とされてもおかしくないと評価されている。また、隊員には身内をガストレアによって失った者もいるため、聖天子の条例などに否定的な者が含まれており、一枚岩というわけではない。
東京エリア第39区第3仮設小学校
外周区に住む「呪われた子供たち」のために設立された小学校。建物はほとんど全壊状態の廃墟のため、青空教室に等しい。延珠やティナも通っており、蓮太郎と木更が教師を担当しているが、生徒たちは全員とも蓮太郎と木更について散々なことを延珠から吹き込まれている。しかし、第三次東京会戦の直前に反ガストレア主義者の仕業と思われる爆破事件によって全ての生徒が死亡し、自然消滅することになった。
ソロモンの指輪
ガストレアの鳴き声から言語を解読しようとロシアで研究・開発が進められていた器具。リトヴィンツェフにより強奪された。名前の由来はソロモン王が動物を操る際に用いたと言われるソロモンの指輪から。
スコーピオンの首
天の梯子により倒されて四散したスコーピオンの肉片から、奇跡的に採取できた声帯部分。電流で刺激を与えると一定の音波（鳴き声）を発し、ゾディアック同士会話で意思疎通しているのではないかと秘密裏に研究されていたが、リトヴィンツェフにより強奪された。

## 制作背景
神崎が本作の元となる原稿を持って電撃文庫編集部に訪れたことがきっかけで本作の刊行が実現した。原稿に書かれていた蓮太郎は現状とは異なる性格であり、打ち合わせを重ねるにつれて現状の性格に変化していった。
タイトルは当初、神崎の好きな色と映画タイトルを組み合わせた『ブラック・メメント』としていたが、担当編集者はこのタイトルに難色を示した。それでも神崎はこのタイトルで出版しようとしたが、夜中にまで担当編集者が電話してくるようになったため、観念した神崎はタイトルを『ブラック・ブレット』に変更し、最終的にこれが正式採用された。

## 既刊一覧

### 小説
- 神崎紫電（著）・鵜飼沙樹（イラスト）、アスキー・メディアワークス→KADOKAWA〈電撃文庫〉、既刊7巻（2014年4月10日現在）
  - 『ブラック・ブレット 神を目指した者たち』、2011年7月10日初版発行（同日発売[13]）、ISBN 978-4-04-870596-7
  - 『ブラック・ブレット2 VS神算鬼謀の狙撃兵』、2011年10月10日初版発行（同日発売[14]）、ISBN 978-4-04-870820-3
  - 『ブラック・ブレット3 炎による世界の破滅』、2012年5月10日初版発行（同日発売[15]）、ISBN 978-4-04-886477-0
  - 『ブラック・ブレット4 復讐するは我にあり』、2012年8月10日初版発行（同日発売[16]）、ISBN 978-4-04-886797-9
  - 『ブラック・ブレット5 逃亡犯、里見蓮太郎』、2013年7月10日初版発行（同日発売[17]）、ISBN 978-4-04-891761-2
  - 『ブラック・ブレット6 煉獄の彷徨者』、2013年10月10日初版発行（同日発売[18]）、ISBN 978-4-04-866008-2
  - 『ブラック・ブレット7 世界変革の銃弾』、2014年4月10日初版発行（同日発売[19]）、ISBN 978-4-04-866472-1

### 漫画
- 神崎紫電（原作）・鵜飼沙樹（キャラクター原案）・もりのほん（作画） 『ブラック・ブレット』 アスキー・メディアワークス→KADOKAWA〈電撃コミックスNEXT〉、全4巻
  1. 2013年5月27日初版発行（同日発売[20]）、ISBN 978-4-04-891196-2
  2. 2013年7月10日初版発行（同日発売[21]）、ISBN 978-4-04-891805-3
  3. 2013年10月10日初版発行（同日発売[22]）、ISBN 978-4-04-891970-8
  4. 2014年6月27日初版発行（同日発売[23]）、ISBN 978-4-04-866665-7
- 神崎紫電（原作）・鵜飼沙樹（キャラクター原案）・abua（作画） 『ブラック・ブレット インタールードファッキュー！』 KADOKAWA〈電撃コミックスNEXT〉、2015年3月10日発売[24]、ISBN 978-4-04-869238-0

## テレビアニメ
2013年10月に開催されたイベント「電撃文庫 秋の祭典2013」にてアニメ化が発表され、2014年4月から7月までTOKYO MX、AT-Xほかにて放送された。

### スタッフ
- 原作 - 神崎紫電（電撃文庫/KADOKAWA アスキー・メディアワークス刊）[5]
- 原作イラスト - 鵜飼沙樹[5]
- 監督 - 小島正幸[5]
- 副監督 - 博史池畠[5]
- シリーズ構成 - 浦畑達彦[5]
- キャラクターデザイン - 海島千本[5]
- フューチャーデザイン - shirakaba[26]
- ガストレアデザイン - 安藤賢司[26]
- メカニックデザイン - 高倉武史[26]
- 銃器デザイン - 森賢[26]
- メインアニメーター - 黒田結花[26]、竹内由香里[26]、戸田麻衣[26]、諸貫哲朗[26]、野中正幸[26]
- 3DCGプロデューサー - 井野元英二[26]
- 色彩設計 - 山下宮緒[26]
- 撮影監督 - 木村俊也[26]
- 編集 - 三嶋章紀[26]
- 音響監督 - 山田陽[5]
- 音楽 - 鷺巣詩郎[5]
- 音楽制作 - NBCUniversal[26]
- 音楽プロデューサー - 西村潤[26]
- プロデューサー - 小倉充俊[26]、黒崎泰隆[26]、山崎史紀[26]、山崎明日香[26]
- アニメーションプロデューサー - 小笠原宗紀[26]
- アニメーション制作 - キネマシトラス×オレンジ[5]
- 製作 - ブラック・ブレット製作委員会[5]（NBCユニバーサル・エンターテイメント、KADOKAWA アスキー・メディアワークスBC、ショウゲート、AT-X、キネマシトラス）

### 主題歌
オープニングテーマ「black bullet」
作詞・作曲・編曲 - 八木沼悟志 / 歌 - fripSide
前半は制作途中のため仮の映像が流されていたが第6話から映像が全編新しい物に変更された。
エンディングテーマ
「トコハナ」（第1話 - 第3話、第5話 - 第12話）
作詞・歌 - やなぎなぎ / 作曲・編曲 - 齋藤真也
第6話から映像が一部新しい物に変更された。また第8話から映像が一部変化している。
「忘れない為に」（第4話）
作詞・作曲・編曲・歌 - やなぎなぎ
「忘れない為に for lotus」（第13話）
作詞・作曲・編曲・歌 - やなぎなぎ

挿入歌「ミライ＊ガール」（第2話）
作詞 - rino / 作曲 - 増谷賢 / 編曲 - 長田直之 / 歌 - 天誅ガールズ（深沢紗希、佐々木璃花、錦織めぐみ、板山紗織、渡辺くるみ、澤田明菜、海保えりか）

### 評価
アメリカのアニメ評価サイト「Anime Trending」が主催した「第1回 Anime Trending Awards」ではENDING THEME SONG OF THE YEAR部門で「トコハナ」が9位を獲得している。

### 各話リスト
| 話数 | サブタイトル           | 脚本         | 絵コンテ                      | 演出     | 作画監督                                                                        | 総作画監督                 | 美術監督 |
| ---- | ---------------------- | ------------ | ----------------------------- | -------- | ------------------------------------------------------------------------------- | -------------------------- | -------- |
| #01  | 最後の希望             | 浦畑達彦     | 小島正幸                      | 博史池畠 | 海島千本、長谷部敦志                                                            | 海島千本 長谷部敦志        | 柴田聡   |
| #02  | 狂気の仮面             | 浦畑達彦     | 小島正幸                      | 飯野慎也 | 伊藤秀樹、竹内由香里 戸田麻衣                                                   | 海島千本 長谷部敦志        | 柴田聡   |
| #03  | 運命の子供たち         | 浦畑達彦     | 博史池畠                      | 博史池畠 | 宇佐美皓一、大下久馬 垪和等、井畑翔太                                           | 海島千本 長谷部敦志        | 柴田聡   |
| #04  | 黒の銃弾               | 浦畑達彦     | 小島正幸 博史池畠             | 博史池畠 | 伊藤秀樹、宇佐美皓一 大下久馬、菊池聡延 小嶋慶祐、竹内由香里 戸田麻衣、諸貫哲朗 | 海島千本 長谷部敦志        | 柴田聡   |
| #05  | 紅黒の暗殺者           | 砂山蔵澄     | 岩崎光洋                      | 岩崎光洋 | 逵村六、猿渡聖加 鎌田均                                                         | 海島千本 長谷部敦志 実原登 | 市倉敬   |
| #06  | トラジック・アイロニー | ハラダサヤカ | 森義博                        | 森義博   | 山内則康                                                                        | 海島千本 長谷部敦志 実原登 | 古賀徹   |
| #07  | 静寂の月夜、夜明けの空 | 砂山蔵澄     | 博史池畠                      | 博史池畠 | 小林利充、山内則康 猿渡聖加、鎌田均 実原登、逵村六                              | 海島千本 長谷部敦志 実原登 | 鈴木朗   |
| #08  | 境界線の石碑           | 浦畑達彦     | 松田清                        | 松田清   | 伊藤秀樹、斎田博之 竹内由香里                                                   | 海島千本                   | 柴田聡   |
| #09  | 結界の守人             | ハラダサヤカ | 小島正幸                      | 飯野慎也 | 伊藤晋之、海島千本 大下久馬、小嶋慶祐                                           | 海島千本                   | 鈴木朗   |
| #10  | 東京エリア防衛戦       | ハラダサヤカ | 岩崎光洋                      | 岩崎光洋 | 小林利充、山内則康 実原登                                                       | 海島千本 実原登            | 柴田聡   |
| #11  | タウルスの心臓、光の槍 | 砂山蔵澄     | 小島正幸 森賢 博史池畠        | 博史池畠 | 宇佐美皓一、海島千本 竹内由香里、戸田麻衣                                       | 海島千本                   | 鈴木朗   |
| #12  | クライシス・ポイント   | 砂山蔵澄     | 小島正幸 森賢                 | 松田清   | 伊藤晋之、伊藤秀樹 海島千本、鎌田均 小嶋慶祐、斎田博之                          | 海島千本                   | 柴田聡   |
| #13  | 神を目指した者たち     | 浦畑達彦     | 小島正幸 森賢 松田清 岩崎光洋 | 小島正幸 | 海島千本、竹内由香里 伊藤晋之、大下久馬 伊藤秀樹、小嶋慶祐 門倉世央子、戸田麻衣 | 海島千本                   | 鈴木朗   |

### 放送局
| 放送地域 | 放送局     | 放送期間               | 放送日時                     | 放送系列       | 備考                            |
| -------- | ---------- | ---------------------- | ---------------------------- | -------------- | ------------------------------- |
| 日本全域 | AT-X       | 2014年4月8日 - 7月1日  | 火曜 22:30 - 23:00           | CS放送         | 製作委員会参加 リピート放送あり |
| 東京都   | TOKYO MX   | 2014年4月9日 - 7月2日  | 水曜 0:30 - 1:00（火曜深夜） | 独立局         |                                 |
| 兵庫県   | サンテレビ | 2014年4月9日 - 7月2日  | 水曜 0:30 - 1:00（火曜深夜） | 独立局         | [ 注 2 ]                        |
| 神奈川県 | tvk        | 2014年4月9日 - 7月2日  | 水曜 1:00 - 1:30（火曜深夜） | 独立局         |                                 |
| 京都府   | KBS京都    | 2014年4月9日 - 7月2日  | 水曜 1:00 - 1:30（火曜深夜） | 独立局         |                                 |
| 愛知県   | テレビ愛知 | 2014年4月9日 - 7月2日  | 水曜 1:35 - 2:05（火曜深夜） | テレビ東京系列 |                                 |
| 日本全域 | BS11       | 2014年4月10日 - 7月3日 | 木曜 0:00 - 0:30（水曜深夜） | BS放送         | 『ANIME+』枠                    |

| 放送地域 | 放送局             | 放送期間                | 放送日時                   | 放送系列   | 備考                             |
| -------- | ------------------ | ----------------------- | -------------------------- | ---------- | -------------------------------- |
| 日本全域 | dアニメストア      | 2014年4月10日 - 7月3日  | 木曜 12:00 更新            | ネット配信 | 見放題サービス利用者は全話見放題 |
| 日本全域 | ニコニコ生放送     | 2014年4月10日 - 7月3日  | 木曜 23:30 - 金曜 0:00     | ネット配信 |                                  |
| 日本全域 | ニコニコチャンネル | 2014年4月11日 - 7月4日  | 金曜 0:00（木曜深夜） 更新 | ネット配信 |                                  |
| 日本全域 | バンダイチャンネル | 2014年4月25日 - 7月18日 | 金曜 12:00 更新            | ネット配信 |                                  |

### BD / DVD
| 巻 | 発売日        | 収録話          | 規格品番  | 規格品番  | オーディオコメンタリー                                                                  |
| 巻 | 発売日        | 収録話          | BD初回版  | DVD初回版 | オーディオコメンタリー                                                                  |
| -- | ------------- | --------------- | --------- | --------- | --------------------------------------------------------------------------------------- |
| 1  | 2014年7月2日  | 第1話 - 第2話   | GNXA-1661 | GNBA-1871 | 第1話・第2話：梶裕貴、堀江由衣、日高里菜                                                |
| 2  | 2014年8月6日  | 第3話 - 第4話   | GNXA-1662 | GNBA-1872 | 第3話：手塚ヒロミチ、潘めぐみ 第4話：小山力也、悠木碧                                   |
| 3  | 2014年9月3日  | 第5話 - 第6話   | GNXA-1663 | GNBA-1873 | 第5話・第6話：梶裕貴、日高里菜、黒沢ともよ                                              |
| 4  | 2014年10月8日 | 第7話           | GNXA-1664 | GNBA-1874 | 第7話：堀江由衣、豊崎愛生、小清水亜美                                                   |
| 5  | 2014年11月5日 | 第8話 - 第9話   | GNXA-1665 | GNBA-1875 | 第8話：日高里菜、黒沢ともよ、大久保瑠美 第9話：日高里菜、黒沢ともよ、大久保瑠美、小倉唯 |
| 6  | 2014年12月3日 | 第10話 - 第11話 | GNXA-1666 | GNBA-1876 | 第10話：梶裕貴、堀江由衣 第11話：梶裕貴、細谷佳正                                       |
| 7  | 2015年1月7日  | 第12話 - 第13話 | GNXA-1667 | GNBA-1877 | 第12話・第13話：梶裕貴、日高里菜、堀江由衣                                              |

### WEBラジオ
『ブラック・ブレット 〜延珠＆ティナの天誅ラジオ〜』のタイトルで、2014年4月1日から7月8日まで音泉、HiBiKi Radio Stationにて配信された。毎週火曜日更新、全15回。パーソナリティは日高里菜（藍原延珠 役）、黒沢ともよ（ティナ・スプラウト 役）。
2014年7月6日にニコニコ生放送『インターネットラジオステーション〈音泉〉10周年記念24時間生放送』内にて『ブラック・ブレット 〜延珠＆ティナの天誅ラジオ〜 in 音泉10周年24時間ニコニコ生放送』として動画配信された。

#### ゲスト
- 第9回（5月27日）堀江由衣
- 第11回（6月10日）甲斐田裕子

## ゲーム
電撃文庫 FIGHTING CLIMAX
2014年3月18日から稼働しているセガのアーケード用対戦型格闘ゲーム。
2014年夏に里見蓮太郎（プレイヤーキャラクター）、藍原延珠（サポートキャラクター）の追加参戦が発表されている。
レベル・ネオ
トレーディングカードゲーム。2014年11月7日にスターターデッキとブースターパックが発売された。
ソーシャルゲーム
Arcとディー・エヌ・エー（DeNA）により、「Mobage」にてソーシャルゲーム化されることが決定し、2015年春にリリース予定であったが、2016年1月に開発中止と報じられた。